# Carl de Shàrengrad
Carl (Carlo) de Shàrengrad, född 1 november 1834 i Vinkovci (ungerska: Vinkovce)  Kroatien i Kungariket Ungern i Österrike-Ungern, död 24 mars 1878 i Malmö S:t Petri församling, var en svensk fotograf. 
Han kom till Sverige under det antagna namnet Shàrengrad. Han kom ursprungligen från Kroatien i Kungariket Ungern. Namnet kommer från gränsorten Šarengrad (ungerska Atya) eller från ön i Donau med samma namn, som är en direktöversättning från ungerskan till kroatiskan: Szár (magyarisk adelsfamilj) +vár (borg på ungerska)= Szárvár, dvs Sarengrad på kroatiska. Ungerska varianten av Carl är Károly så hans ursprungliga namn borde ha varit Károly Szárváry.Före ankomsten till Sverige hade han deltagit Garibaldis italienska frihetskrig, troligen i den anti-österrikiska ungerska legionen under Ĺajos Winkler eller  István Türr. Kroaterna var pro-österrikiska och attackerade Ungern.
Han kom till Malmö som del av den så kallade Polska expeditionen, en paramilitär enhet ("corps") som skulle delta i ett polskt uppror mot det ryska styret. de Shàrengrad räddades när gruppens båt kantrade på Östersjön och återkom sedan till Malmö.
I Malmö kunde de Shàrengrad istället etablera sig som fotograf och tog många porträttbilder men dokumenterade även stadsmiljöer. Han utnämndes till hovfotograf 1872. Efter hans död blev fotografen Otto Ohm föreståndare för ateljén på Östergatan.
Carl de Shàrengrad var far till industrimannen Wilhelm de Shàrengrad som tillsammans med syskonen efter föräldrarnas bortgång fick R.F. Berg som förmyndare. Carl de Shàrengrad är begravd på Sankt Pauli norra kyrkogård i Malmö.